# A süket asszony háza és Éragny harangtornya
A süket asszony háza és Éragny harangtornya (La Maison de la Sourde et Le Clocher d'Eragny) Camille Pissarro festménye, amely Le grand noyer (A nagy diófa) címen is ismert. Az alkotás az Indianapolis Museum of Art gyűjteményének része.
A festmény 1885-ben készült Éragny-sur-Epte településen, ahova Camille Pissarro 1884-ben költözött családjával Pontoise-ból, és ez lett fő tartózkodási helye 1903-ban bekövetkezett haláláig. A kép Pissarro kertjében készült, és a falura, illetve annak harangtornyára nyíló kilátást örökítette meg. A festmény a Georges Seurat nevével fémjelzett forradalmian új festési technika, a pointillizmus stílusában készült. A kép a neo̠impresszionizmus egyik kulcsfontosságú alkotása.
A festményt Paul Durand-Ruel vásárolta meg a művésztől 1886. október 5-én. A kép több (koppenhágai, párizsi, brüsszeli) magángyűjteményben is megfordult 2002-ig. Az Indianapolis Museum of Art ebben az évben vásárolta meg. A festményhez új, fehér keret készült, amely inkább megfelel Pissarro elvárásának, mint a műkereskedője által alkalmazott arany ráma.